# Pogranicza
Pogranicza (właściwie Szczeciński Dwumiesięcznik Kulturalny „Pogranicza”) – periodyk o tematyce literacko-kulturalnej, wydawany w latach 1994–2012 przez Dom Kultury „Klub 13 Muz” w Szczecinie. Wydawcą dwóch ostatnich numerów (6/2011 i 1/2012) była Miejska Biblioteka Publiczna.
„Pogranicza” publikowały materiały poświęcone dziejom kulturalnym Szczecina, historii regionu oraz bieżącym wydarzeniom artystycznym w mieście. Zamieszczano w nich także krótkie formy poetyckie i prozatorskie, w tym debiuty, szkice krytycznoliterackie o literaturze współczesnej, omówienia nowości wydawniczych. W periodyku pisano również o zagadnieniach dotyczących sztuki i architektury. Z uwagi na położenie geograficzne Szczecina wiele uwagi poświęcano kontaktom kulturalnym z Niemcami i Skandynawią. Jednym z założycieli, a następnie pierwszym Redaktorem Naczelnym był Mirosław Lalak.